# 古巴海蝠魚
古巴海蝠魚，為輻鰭魚綱鮟鱇目棘茄魚亞目棘茄魚科的其中一種，分布於中西大西洋區，包括古巴北部、維京群島、波多黎各及中美洲沿岸海域，屬底棲性魚類，棲息深度91-457公尺，體長可達6.1公分，棲息在沙泥底質水域，生活習性不明。

## 扩展阅读
維基物種上的相關：古巴海蝠魚